# Vaşī-ye Soflá
Vaşī-ye Soflá (persiska: وصی سفلى, واسی, وصی پائین, Vaşī-ye Pā’īn) är en ort i Iran.   Den ligger i provinsen Kurdistan, i den nordvästra delen av landet, 400 km väster om huvudstaden Teheran. Vaşī-ye Soflá ligger 1 505 meter över havet och antalet invånare är 404.
Terrängen runt Vaşī-ye Soflá är bergig söderut, men norrut är den kuperad. Runt Vaşī-ye Soflá är det ganska tätbefolkat, med 65 invånare per kvadratkilometer. Närmaste större samhälle är Sarchī, 10,8 km söder om Vaşī-ye Soflá. Trakten runt Vaşī-ye Soflá består i huvudsak av gräsmarker.